# Votum

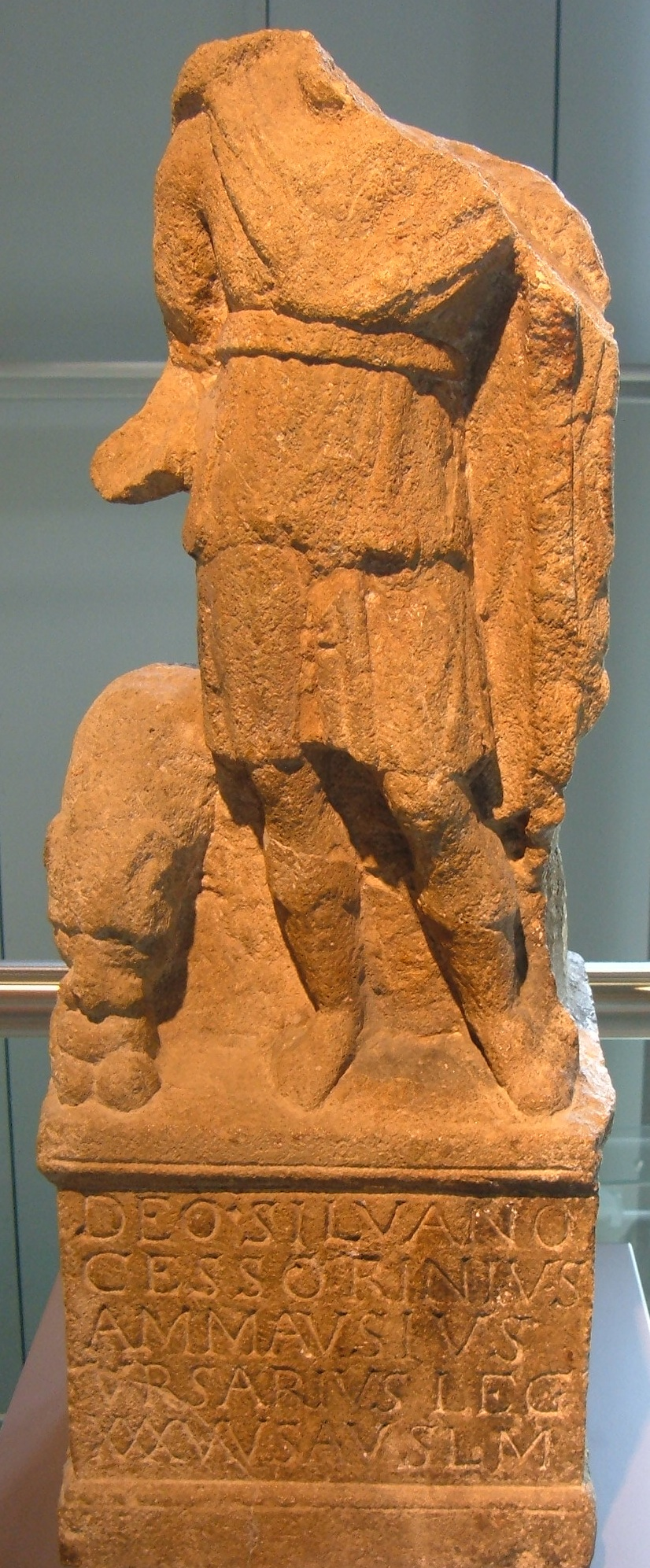
Estàtua votiva pel déu Silvà; amb una inscripció que acaba amb l'abreviatura V.S.L.M. (votum solvit libens merito)

Un votum, plural vota és un jurament o una promesa que s'ha fet a una deïtat, en el marc de la religió a l'antiga Roma. La paraula ve del participi passat del verb llatí voveo, vovere, "jurament, promesa." Com a resultat de l'acció del verb, un votum és també allò que fa complir un jurament, que és la cosa promesa, com ofrenes, una estàtua, o fins i tot un temple. El votum és doncs un aspecte de la naturalesa contractual de la religió Romana, una negociació expressada amb un do ut des, que expressa la reciprocitat entre la persona i la divinitat, una promesa d'una donació.

## Votaprivat
En la vida diària, la gent podia fer ofrenes votives a una deïtat per les seves preocupacions personals. Els Vota privata estan testificats en abundants inscripcions, particularment per l'era Imperial més tardana. Normalment estan marcats amb les inicials V.S.L.M., votum solvit libens merito, deixant anotat que la persona que fa la dedicació "ha complert la seva promesa, de bon grat, com ha de ser". William Warde Fowler ha trobat en aquestes ofrenes diverses "expressions del sentiment religiós" i agraïments pels favors rebuts que van més enllà del formalisme contractual.

## Votamilitar
Durant el període de la República, el votum era una part regular de les cerimònies fetes al Capitoli per un general de l'imperium abans de començar. El triomf, que era el màxim honor que es podia donar a una persona, amb la dedicació de les despulles dels sacrificis animals era, en part, el compliment del vot. Un general que va fer front a un resultat incert dins la batalla podria fer un votum en el camp prometent construir un temple en agraïment per l'ajut diví rebut en la seva victòria. El 311 aC, Junius Bubulcus va esdevenir el primer general plebeu que va prometre i supervisar la construcció del temple; en el seu cas en honor de la deessa Salus, "Salvació." També es feia un jurament relacionat amb el ritual de l'evocatio, les negociacions amb la deïtat tutelar dels enemics per oferir un culte superior. Una forma extrema de votum era la devotio, el ritual pel qual un general es sacrificava a si mateix a la batalla demanant a les deïtats ctòniques que el seus poguessin vèncer l'enemic oferint-se ell mateix com a ofrena.

## Votapúblic
A la República s'oferia un vota pro salute rei publicae ("jurament per la seguretat de la república") a principis de l'any, el dia que els cònsols prenien l'oficina.
Sota l'Imperi, el poble es va reunir el 3 de gener per oferir els vots col·lectius per la salus ("salut, seguretat, benestar") de l'emperador. Aquests oferiments es feien a Júpiter, Juno, Salus, i de vegades a altres deïtats. Aquests vots es van originar el 30 aC, quan el senat va decretar el vota en nom d'Octavià (August més tard) com a princeps. El vota per l'estat va continuar l'1 de gener, mentre que el vot en nom de l'emperador i la seva família es va fixar el 3 de gener. A Roma aquestes cerimònies van ser dirigides pels cònsols i pontífexs, i en les províncies probablement per governadors i oficials i sacerdots locals.
El Vota public va continuar fins i tot després que el cristianisme esdevingués religió oficial de l'Imperi, i possiblement va durar fins més enllà del segle vi. Perquè els vots eren tant afirmacions de lleialtat política com expressions religioses, eren difícils d'abolir sense suprimir l'aura sacra de l'autoritat de l'emperador.